# Saison 2021-2022 du Liverpool FC
Maillots
Chronologie
Saison précédente Saison suivante
La saison 2021-2022 du Liverpool FC est la cent-trentième saison de l'histoire du club et la soixantième consécutive dans l'élite du football anglais. Avant même sa conclusion, elle peut être considérée comme l'une des meilleures de son histoire mais pas comme une saison qui rivalise avec le triplé national réalisé en 1999 par Manchester United.

## Contexte

### Le club dans sa ville
Liverpool, situé sur la côte ouest de l'Angleterre, est l'une des plus grandes villes, un important centre industriel et l'un des plus grands ports du Royaume-Uni. Cependant, après une période faste pendant la période coloniale, elle connaît un déclin économique et démographie depuis le milieu du XXe siècle. Sa population est particulièrement touchée par le chômage et la pauvreté. Il existe historiquement une rivalité économique avec la grande ville industrielle de Manchester, située à environ 50 km dans l'intérieur des terres, qui connaît des difficultés économiques et sociales semblables. Dans cette situation difficile, deux domaines font la fierté de nombreux habitants et rendent Liverpool célèbre dans le monde entier : la musique (surtout avec les Beatles) et le football avec essentiellement le Liverpool Football Club.
Depuis l'an 2000, la municipalité tente de moderniser son image et de relancer son économie en s'appuyant sur la culture et le tourisme. D'importants travaux sont entrepris pour rénover des bâtiments industriels près du port. La ville est classée à l'UNESCO en 2004 puis nommée capitale européenne de la culture en 2008. Elle perd son statut de site du patrimoine mondial en 2021 en raison de travaux de rénovations jugés excessifs par l'UNESCO, dont la construction d'un nouveau stade, près du port classé, pour le rival des Reds : Everton FC, autre club professionnel de la ville.
Comme l'ensemble de la ville, le club garde une image « ouvrière », voire « socialiste » qu'il cultive. Cela contribue à sa popularité en Angleterre comme à l'étranger.

### Histoire du club (1960-2010)
L'apogée du Liverpool F. C. a eu lieu dans les années 1960 à 1980, avec treize titres de champion d'Angleterre et quatre coupes d'Europe des clubs champions remportés dans cette période. Puis le club connaît une période moins faste, sans aucune titre de champion, éclairée par une victoire surprise en Ligue des Champions en 2005 (« miracle d'Istanbul ») qui renforce l'image européenne du club. Ce creux coïncide avec la meilleure période de Manchester United Football Club qui, sous la direction d'Alex Ferguson, remporte 13 titres de champion d'Angleterre et deux Ligues des Champions entre 1993 et 2013.

### Période récente (2010-2021)
Le Liverpool FC est racheté en octobre 2010 par l'entreprise New England Sports Ventures, spécialisée dans l'investissement sportif. Le club est alors 18e du championnat et en grande difficulté financière. Pendant cinq ans, les résultats restent faibles, avec un seul titre en Cup. Jürgen Klopp est recruté en  2015. Avec l'arrivée de l'entraîneur allemand, le club relève progressivement la tête. Si ses trois premières années sont relativement moyennes pour un club de ce niveau avec aucun titre remporté, il maintient la réputation de Liverpool en Europe avec deux finales perdues en Ligue Europa 2015-2016 et Ligue des champions de l'UEFA 2017-2018. Le club place quatre joueurs (Salah, Mané, Firmino et le nouveau venu Alisson, de l'AS Roma) dans les nommés du Ballon d'Or 2018 grâce à son très bon parcours européen après être sorti des barrages.
La saison 2018-2019 est exceptionnelle. Les Reds battent le record de points en championnat anglais avec 97 points remportés et une seule défaite, cependant devancés au classement par Manchester City et ils remportent la Ligue des Champions pour leur deuxième finale consécutive. Ces succès continuent au début de la saison suivante, quand le club remporte la coupe du Monde des clubs et la Supercoupe d'Europe. Pour l'année civile 2019, Alisson remporte le trophée Yachine du meilleur gardien du monde et Liverpool place sept joueurs dans les trente finalistes du Ballon d'or, dont trois dans les cinq premiers. Le défenseur van Dijk est tout près de remporter le trophée, devancé de peu par Lionel Messi dans les votes. Liverpool confirme en fin de saison en remportant son premier championnat d'Angleterre depuis trente ans après le titre de 1990.
La fin de saison 2019-2020 et, dans une moindre mesure, les suivantes, sont perturbées par la pandémie de COVID-19, le Ballon d'Or 2020 notamment est annulé.
La saison 2020-2021 est décevante. Liverpool ne termine que troisième du championnat, arrachant cette place et la qualification pour la Ligue des Champions seulement à la dernière journée et grâce à une série de huit victoires dans les dix derniers matches, dont une obtenue à la dernière seconde sur un but de la tête du gardien Alisson. Cette saison-là, les cadres n'ont pas eu le rendement escompté. La défense en particulier a été fragilisée, les deux défenseurs centraux Virgil van Dijk (en  octobre) et Joe Gomez (en novembre) ont terminé rapidement leurs saisons pour cause de blessure et Alisson a perdu son perdu son père, noyé. Seul Mohamed Salah est nommé pour le Ballon d'Or.
Cette nouvelle ère Klopp se déroule en même temps qu'une grande période  de succès pour Manchester City (racheté en 2008 par un fonds émirati, cinq titres de champion mais aucune coupe d'Europe depuis 2012) et de Chelsea (acheté en 2003 par un milliardaire russe, cinq championnats et deux Ligues des champions remportés dans cette période).

## Effectif

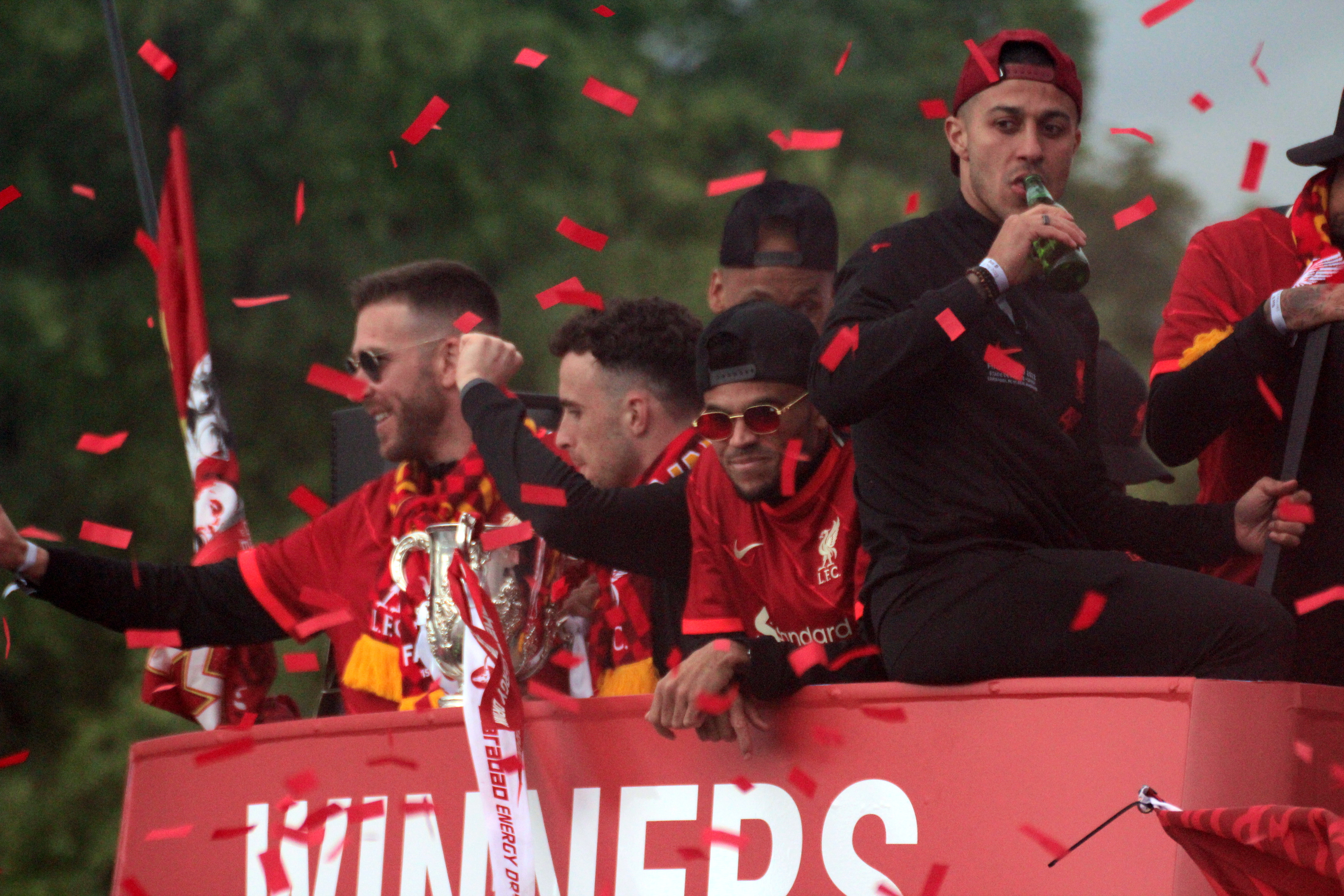
les joueurs lors de leur parade avec Adrien, Diogo Jota, Luis Diaz et Thiago Alcântara

À l'intersaison, la période de transfert est surtout marquée par de nombreux départs, avec 14 joueurs transférés ou prêtés, dont Xherdan Shaqiri  et Georginio Wijnaldum (nommé au Ballon d'Or en 2019 avec Liverpool). Les arrivées sont peu nombreuses : retour de prêt du gardien (ancien numéro 1) Loris Karius, de Harvey Elliott et Takumi Minamino qui joueront peu pendant la saison. Le club investit dans l'arrivée d'un seul joueur, le jeune défenseur central français Ibrahima Konaté (22 ans, de Leipzig, pour 41,8 millions d'euros). Au mercato d'hiver, il se renforce avec l'attaquant colombien Luis Díaz (25 ans, de Porto, 44,5 millions d'euros). Les départs ayant été gratuits ou peu rémunérateurs, la balance des transferts est néanmoins déficitaire d'environ 55 millions d'euros.
Réputée équipe « sans star », le Liverpool FC a cependant dans son effectif des joueurs qui se sont illustrés dans ce  club depuis son retour au premier plan en 2017-2018, avec un investissement financier conséquent. Nombre d'entre eux ont été élus dans l'équipe type de la Ligue des Champions 2019, nommés au Ballon d'Or ou élus meilleur joueur de Premier League depuis 2018.

### Gardiens
Alisson, gardien brésilien né én 1992, recruté en 2018 après la finale de Ligue des Champions où son prédécesseur Karius a commis de graves erreurs. Son recrutement est à l'époque le plus cher pour un gardien. Il a remporté plusieurs titres de meilleur gardien de l'année en 2019, où il termine septième au Ballon d'Or. Membre de l'équipe type de la Ligue des Champions 2019.

### Défenseurs
Virgil van Dijk, défenseur central néerlandais né en 1991. Recruté début 2018 pour le plus cher transfert de l'histoire pour un défenseur. Il remporte de nombreuses distinctions personnelles en 2019, année où il est notamment deuxième au Ballon d'Or. Membre de l'équipe type de la Ligue des Champions 2019. Sa longue blessure en 2020-2021 est considérée comme l'une des principales raisons de la saison décevante de l'équipe. Le 13 août, le club prolonge le contrat de van Dijk jusqu'en 2025 alors qu'il n'est pas encore complètement rétabli de sa grave blessure au genou, opéré en octobre 2020.
Trent Alexander-Arnold, arrière droit anglais né en 1998 à Liverpool et formé au club. Deuxième du Golden Boy, il est particulièrement réputé pour son apport offensif, étant parmi les meilleurs passeurs des différentes compétitions auxquelles il participe. Dix-neuvième au Ballon d'Or 2019. Membre de l'équipe type de la Ligue des Champions 2019.
Andrew Robertson, arrière gauche écossais né en 1994. Recruté en 2017, il est également un passeur décisif. Ses renversements de jeu avec Alexander-Arnold et l'apport offensif de ces deux latéraux est une des caractéristiques du jeu de Liverpool. Membre de l'équipe type de la Ligue des Champions 2019.

### Milieux de terrain
Jordan Henderson, milieu de terrain anglais né en 1990. Il est au club depuis 2011 et capitaine de l'équipe. Élu Joueur de l'année FWA du championnat d'Angleterre de football en 2018.
Thiago Alcántara est le seul joueur de l'effectif qui, lors de son recrutement, a déjà atteint le plus haut niveau mondial. Fils de l'international brésilien Mazinho, il nait en Italie en 1991 puis grandit en Espagne. Il possède les trois nationalités et est international espagnol. Avec le FC Barcelone (2009-2013) puis le Bayern Munich il remporte de nombreux championnats et coupes, ainsi que deux Ligues des Champions (2011 et 2020). Il est recruté pour 20 millions de livres à l'été 2020, ce qui est considéré comme une bonne affaire pour Liverpool. Cependant, sa première année à Liverpool est décevante, notamment gênée par une infection au COVID-19 et des blessures.

### Attaquants
Sadio Mané, attaquant sénégalais né en 1992. Il est recruté en 2016, quatrième au Ballon d'Or 2019. Membre de l'équipe type de la Ligue des Champions 2019.
Mo Salah, attanquant égyptien né en 1992 et recruté en 2017. Nommé dans les huit premiers du Ballon d'Or tous les ans depuis 2018, deux fois élu joueur de l'année FWA du championnat d'Angleterre de football et une fois Premier League Player of the Season sous les couleurs de Liverpool.
Roberto Firmino attaquant brésilien né en 1991 et au club depuis 2015. Nommé au Ballon d'Or 2019, il jouera moins lors de la saison 2021-2022, concurrencé en attaque par les nouveaux venus Diogo Jota (Portugais, né en 1996 arrivé au club en septembre 2020 pour plus de 40 millions d'euros) et Luis Díaz.

## Déroulement de la saison
Au début de la saison 2021-2022, le club est l'un des plus titrés d'Angleterre et célèbre en particulier pour sa réussite en coupe d'Europe. Liverpool est, avec Chelsea et Manchester United, l'un des principaux favoris pour le titre champion, derrière le tenant Manchester City. Pour la Ligue des Champions, les Reds font partie des favoris, avec les trois autres clubs anglais précités, le Paris Saint-Germain (France), le Bayern Munich (Allemagne), le Real Madrid et le FC Barcelone (Espagne).

### Championnat

#### Août à octobre: un bon départ
Le LFC entame bien sa saison de championnat, par une série de dix matches sans défaite (6 victoires, 4 matchs nuls), avec notamment des matchs nuls contre les autres favoris Manchester City et Chelsea et surtout une victoire 5-0 à l'extérieur dans le stade de Manchester United le 24 octobre. Ce match, vécu comme un affront par de nombreux supporters mancuniens (dont beaucoup quittent le stade avant la fin du match), contribue grandement au renvoi de Ole Gunnar Solskjær un mois plus tard.
Après 10 journées, fin octobre, l'équipe en en tête est Chelsea (8 victoires, 1 nul et une défaite, soit 25 points), Liverpool est deuxième avec 22 points, Manchester City, qui a déjà perdu deux matchs, est troisième avec 20 points. Les autres prétendants au titre, Tottenham (9e, 15 points) et Manchester United (5e, 17 points, qui a pourtant bien débuté le championnat avec trois victoires et un match nul) semblent déjà distancés.
Salah, auteur en quatre matchs de 5 buts et 4 passes décisives en octobre, est désigné meilleur jour du mois de Premier League.

#### Novembre-décembre: City vers le titre?
Le classement reste serré : il suffit d'une première défaite à West Ham le 7 novembre, pour que les Reds passent de la deuxième à la quatrième place. L'équipe de Liverpool enchaîne une première série de sept victoires consécutives. La plus mauvaise période de la saison a lieu au tournant de l'année : un nul à Tottenham (19 décembre) suivi de la deuxième défaite de la saison à Leicester (28 décembre), qui sera suivi d'un nouveau nul à Chelsea (2 janvier).
En novembre, Alexander-Arnold est le deuxième joueur consécutif du LFC à remporter la récompense de meilleur joueur du mois. En trois matchs, il a marqué un « sublime » coup franc, délivré quatre passes décisives et participé à deux clean sheets.
La saison continue d'être perturbée par la pandémie de COVID-19. Ainsi, Liverpool est privé de Boxing Day, car de nombreux joueurs de  l'adversaire prévu ce jour-là, Leeds United, ont été testés positifs. Chelsea commence à lâcher prise avec seulement une victoire sur les quatre derniers matchs.
Liverpool termine l'année civile à la troisième place, à mi-championnat. Avec un match en retard, le LFC compte 9 points de retard contre Manchester City, qui est premier et dans une série de dix victoires consécutives. Le deuxième est Chelsea, un point devant Liverpool. Au vu de leurs résultats et de l'expérience des années précédentes où ils ont déjà réalisé des saisons presque parfaites, la presse s'interroge pour savoir si le titre n'est pas déjà attribué aux Cityzens de Guardiola.

#### Depuis janvier: duel avec City
Alors que les Reds débutent l'année par un match nul contre Chelsea le 2 janvier, City bat Arsenal et accroît son avance. En ce mois de janvier, le Championnat d'Afrique des nations commence et Liverpool perd trois joueurs clés (Salah, Mané, Keïta) dont ses deux attaquants vedettes. Salah et Mané iront jusqu'en finale et seront donc longtemps absents.
Klopp demande à son équipe de changer son style de jeu, basé sur l'attaque. Le défenseur red Joel Matip est désigné meilleur joueur du mois de février de Premier League : il a joué entièrement les quatre matchs de Liverpool ce mois-ci, conclu par quatre victoires dont trois sans encaisser de but. Au 10 avril, Liverpool a remporté tous ses matchs depuis Chelsea (dix victoires), a encaissé seulement 4 buts lors des 13 derniers matchs et est revenu à seulement un point des Cityzens. Ce jour-là, Liverpool termine sa série de victoires par un match nul sur le terrain de son adversaire direct.
Ensuite, les deux équipes enchaînent les victoires jusqu'au mois de mai.
Le weekend du 7 et 8 mai est défavorable à Liverpool : les Reds n'obtiennent qu'un match nul sur leur terrain face à Tottenham le samedi, alors que Manchester City, le lendemain, écrase Newcastle 5-0. Ainsi City reprend trois points d'avance et s'adjuge en plus une meilleure différence de buts que leurs concurrents. Les deux équipes enchaînent en milieu de semaine avec des victoires qui accroissent l'avantage de City sur la différence de buts (Aston Villa-Liverpool 1-2 mardi 10 mai, Wolverampton-Manchester City 1-5 le 11 mai). Ainsi, à la veille de sa finale de la Cup et avec deux matchs de championnat à jouer, Liverpool est deuxième avec 86 points et une différence de buts de +65, Manchester City possède 89 points (+92).

#### Classement
| Rang | Équipe            | Pts | J  | G  | N  | P  | Bp | Bc | Diff | Qualification ou relégation                                      |
| ---- | ----------------- | --- | -- | -- | -- | -- | -- | -- | ---- | ---------------------------------------------------------------- |
| 1    | Manchester City T | 93  | 38 | 29 | 6  | 3  | 99 | 26 | +73  | Qualification pour la phase de groupes de la Ligue des champions |
| 2    | Liverpool FC L C  | 92  | 38 | 28 | 8  | 2  | 94 | 26 | +68  | Qualification pour la phase de groupes de la Ligue des champions |
| 3    | Chelsea FC SU MC  | 74  | 38 | 21 | 11 | 6  | 76 | 33 | +43  | Qualification pour la phase de groupes de la Ligue des champions |
| 4    | Tottenham Hotspur | 71  | 38 | 22 | 5  | 11 | 69 | 40 | +29  | Qualification pour la phase de groupes de la Ligue des champions |
| 5    | Arsenal FC        | 69  | 38 | 22 | 3  | 13 | 61 | 48 | +13  | Qualification pour la phase de groupes de la Ligue Europa        |

### Coupe de la Ligue
Après avoir écarté les modestes clubs de Norwich City (0–3) et Preston North End (0–2). Liverpool connaît des difficultés, d'abord en quarts de finales où il leur faut les tirs au but pour éliminer Leicester City (3–3 puis 5–4). En demi-finales, qui ont lieu par matchs aller-retour, les Reds sont tenus en échec 0-0 à domicile par Arsenal mais s'imposent 0-2 à l'extérieur. La finale est aussi difficile, se terminant contre Chelsea par un 0-0, puis 11-10 aux tirs au but.
Le LFC remporte ainsi le 27 février le premier trophée de la saison, commençant ainsi la « course au quadruplé ».
Jürgen Klopp profite de cette compétition pour faire tourner son effectif. Ainsi, alors que les attaquants vedettes sont Salah, Mané, Firmino et Jota, les buteurs reds sont Minanimo (doublé) et Origi contre Norwich puis à nouveau contre Preston. Contre Leicester, Minamino égalise à la dernière minute, permettant à son équipe d'obtenir les tirs au but. Par contre, les compositions contre Arsenal et Chelsea sont proches de l'équipe-type.

### Coupe d'Angleterre
La FA Cup se déroule par élimination directe sur un seul match, avec match rejoué en cas de résultat nul. Liverpool entre enjeu au troisième tour, ce qui correspond aux 32e de finale.
Une semaine après avoir fait match nul contre Chelsea, Liverpool rencontre, le 9 janvier à Anfield, Shrewsbury Town, modeste équipe de troisième division. La préparation est perturbée : le centre d'entraînement vient d'être fermé pendant une semaine à cause de nombreux cas de COVID-19. Jürgen Klopp, testé positif, a dû s'isoler et est de retour sur le banc pour le match. Il doit compter avec de nombreux absents. L'équipe de départ ne compte que quatre joueurs du XI de départ contre Chelsea (van Dijk, Konaté, Fabinho, Kelleher), Caoimhin Kelleher étant habituellement remplaçant. Klopp aligne cinq jeunes inexpérimentés : Elijah Dixon-Bonner (21 ans, milieu), Max Woltman (attaquant, 18 ans, deuxième match en équipe première pour Liverpool), Bradley (défenseur, 18 ans, 4e match), Tyler Morton (milieu, 19 ans, 5e match) et l'attaquant Kaide Gordon, 17 ans. L'équipe est complétée par Curtis Jones et le retour de suspension de Robertson, arrière gauche habituellement titulaire. Les Reds sont menés dès la 27e minute, mais égalisent rapidement par Gordon sur un centre de Bradley. Juste avant la mi-temps, ils bénéficient d'un pénalty pour une main. En l'absence des tireurs habituels Salah et Milner, Fabinho s'en charge et marque. Firnmino, entré à la 64e, puis à nouveau Fabinho lors des arrêts de jeu, permettent à Liverpool de se qualifier sur le score de 4 buts à 1
Liverpool rencontre ensuite 3–1 Cardiff City, à nouveau (2–1) Norwich City, à chaque fois à domicile, puis Nottingham Forest (0–1) à l'extérieur. Le 16 avril, six jours après avoir obtenu un spectaculaire match nul sur le terrain de Manchester City en championnat, les Reds rencontrent à nouveau leurs concurrents pour la Premier League et s'imposent cette fois 2-3. Ce match se déroule à Wembley. Une nouvelle fois, la finale est prévue contre Chelsea, le 14 mai.
Comme pour la coupe de la Ligue, la Cup permet aux cadres de se reposer et aux remplaçants habituels de participer aux compétitions. Là encore, Minamino s'illustre avec notamment un doublé contre Norwich, puis Klopp titularise ses meilleurs joueurs à partir des demi-finales.
Si Chelsea participe à sa cinquième finale en six saisons, il s'agit d'une première pour Liverpool depuis 2012 (défaite 1-2 face à Chelsea). La dernière Cup remportée par Liverpool date de 2006, le dernier doublé FA Cup-League Cup de 2001. La coupe est le seul trophée majeur que Klopp n'a pas remporté avec Liverpool.
Pour leur quatrième rencontre de la saison, dont deux finales avec prolongations, les Blues et les Reds font un quatrième match nul. La séance de tirs au but voit Liverpool l'emporter 6-5. Seul Sadio Mané a échoué côté Reds, voyant son tir arrêter par son compatriote Édouard Mendy, le tir final étant marqué par Tsimikas. Cette finale voit deux premières : Klopp est le premier manager allemand à remporter la Cup et Chelsea le premier club à perdre trois finales consécutives.

### Ligue des Champions
En tant que troisième du précédent championnat, Liverpool est directement qualifié pour la phase de groupes de la Ligue des Champions. Par matchs aller-retour, quatre équipes s'affrontent dans chaque poule, les deux premières au classement final étant qualifiées pour la phase à élimination directe.
Le tirage au sort désigne comme adversaires le FC Porto, Milan AC et l'Atlético Madrid, dans le groupe B. Ce groupe est réputé difficile, le plus difficile des quatre clubs anglais engagés. L'institut Nielsen Gracenote estime à 75 % les chances pour les Reds de se qualifier, ce qui les laisse seulement en dixième position. Un sondage auprès des lecteurs de la BBC place cependant Liverpool en troisième position pour les favoris de la compétition, avec 17 % des votes, derrière Manchester United (26 %) et le PSG (20 %) et juste un point devant Chelsea. Ces deux clubs se sont renforcés par les superstars Cristiano Ronaldo et Lionel Messi à l'intersaison, le PSG ayant également engagé le red Wijnaldum et le meilleur gardien de l'Euro Donnarumma.
Le LFC ne connaît pas grande difficulté pour se qualifier, remportant ses six matchs, avec 17 buts marqués pour seulement 6 encaissés.
C'est en huitième de finale que Liverpool connaît sa seule défaite de la compétition : 0-1 à domicile contre l'Inter Milan. Cela n'empêche pas la qualification du club anglais qui avait auparavant gagné 2-0 en Italie. Le tour suivant, Liverpool l'emporte encore à l'extérieur au match aller (3-1 à Lisbonne chez Benfica), ce qui lui permet de se contenter d'un match nul (3-3, le seul de la compétition) à domicile. En demi-finales, l'adversaire est l'équipe surprise de Villareal. Cette fois-ci, Liverpool reçoit à l'aller et l'emporte 2-0. Le retour en Espagne laisse envisager une surprise à la mi-temps, lorsque Villareal mène 2-0, mais les Reds renversent le match et l'emportent finalement 3-2.
Le LFC accède ainsi à la finale de la Ligue des Champions en ayant gagné tous ses matchs à l'extérieur mais sans avoir rencontré de favori.
L'adversaire des Reds est un autre « grand d'Europe », le Real Madrid, qui détient le record de victoires et de finales dans la compétition, guidé par Carlo Ancelotti, recordman des participations en finale pour un entraîneur.
Ce sera la troisième finale de C1 entre les deux clubs. Du côté du Real, la dernière Ligue des Champions remportée s'est déroulée en 2018 et la dernière finale perdue en 1981, les deux fois contre Liverpool.
Mais malgré ce palmarès, le parcours du Real a été beaucoup plus difficile que celui de Liverpool. En phase de groupes, le Real connaît une défaite surprise à domicile contre la modeste équipe moldave de Sheriff Tiraspol dès la deuxième journée avant de se reprendre et de terminer en tête du groupe. Ensuite, les Espagnols créent la surprise à chaque tour dans leur stade. Après une défaite heureuse seulement 0-1 chez le PSG, le Real est dominé 0-1 sur son terrain avant qu'un triplé de Karim Benzema dans la dernière demi-heure les qualifie (victoire 3-1). En quarts de finale, ils l'emportent 3-1 sur le terrain du tenant du titre Chelsea (triplé de Benzema), sont menés 0-3 à Madrid avant que le remplaçant Rodrygo n'égalise sur l'ensemble des deux matchs. Benzema marque le but de la qualification en prolongation. En demi-finales, le Real connaît une défaite 3-4 chez Manchester City. Au retour en Espagne, City mène 0-1 jusqu'aux arrêts de jeu. Rodrygo, à nouveau entré en jeu, marque deux buts après la 90e minute pour obtenir les prolongations.
Pour la préparation de la finale prévue le 28 mai au Stade de France près de Paris, les conditions sont également très différentes : le Real, sacré champion d'Espagne quelques jours avant sa demi-finale retour, n'a plus aucun match important à jouer, alors qu'il reste à Liverpool, engagé dans la course au quadruplé, quatre matchs de championnat et une finale de Cup dans un mois de mai très dense.

### Course au quadruplé et autres records
Il existe de nombreuses façons d'évaluer la réussite d'une équipe de football en Europe. L'une d'elles est la quête du quadruplé championnat national-coupe nationale-coupe de la ligue-coupe d'Europe, que seul le Celtic FC, club écossais de Glasgow, a réussi lors de la saison 1966-1967 (en). Avant 2022, le Chelsea FC de 2006-2007 (en), éliminé le 1er mai 2007 en demi-finale de la Ligue des champions par Liverpool, est l'équipe anglaise qui est restée en course le plus longtemps dans cette quête du quadruplé. Au 2 mai 2022, Liverpool a remporté la League Cup et est encore en course pour les trois autres titres, battant ainsi le record de Chelsea. En championnat, à ce moment de la saison, ils sont deuxièmes avec un point de retard sur le leader Manchester City, seule équipe à pouvoir encore contester le titre à Liverpool. Les deux équipes ont quatre matchs à jouer en championnat et une demi-finale retour de Ligue des Champions en Espagne, avec en cas de qualification une finale le 28 mai. Liverpool doit jouer sa finale de Cup contre Chelsea.
À ce stade de la saison, le calendrier est le suivant :
- 3 mai, demi-finale retour de LDC, Villareal - Liverpool
- 4 mai, demi-finale retour de LDC, Real Madrid - Manchester City
- 7 mai, championnat, Liverpool	- Tottenham
- 8 mai, championnat, Manchester City - Newcastle
- 10 mai, championnat, Aston Villa - Liverpool
- 11 mai, championnat, Wolverhampton - Manchester City
- 14 mai, finale de la Cup, Liverpool - Chelsea
- 15 mai, championnat, West Ham - Manchester City
- 17 mai, Southampton - Liverpool
- 22 mai, championnat, Liverpool - Wolverhampton et Manchester City - Aston Villa

Le 3 mai, les Reds éliminent Villarreal en demi-finale de la Ligue des Champions, s'assurant de prolonger leur record vers le quadruplé. Ils s'adjugent ce soir-là d'autres records collectifs et individuels. Le club devient le premier club anglais qualifié dans la même saison pour les trois finales majeures (C1, coupe nationale et coupe de la Ligue), et accentue son nombre record de finales de C1 (avec 10 qualifications) pour un club anglais, devenant le quatrième meilleur club européen de ce point de vue. Sadio Mané devient meilleur buteur africain en phases à élimination directe de Ligue des Champions (15 buts) et Jürgen Klopp rejoint Marcello Lippi, Alex Ferguson et Carlo Ancelotti parmi les seuls entraîneurs à atteindre quatre finales de cette même compétition européenne. Ce dernier record est perdu dès le lendemain, lorsque Carlo Ancelotti se qualifie, avec le Real Madrid, pour sa cinquième finale.
Avec un match nul et une victoire les 7 et 10 mai, Liverpool ne perd pas toute chance de remporter le championnat et donc le quadruplé, avec trois points de retard sur le leader Manchester City et deux matchs à jouer pour les deux équipes. Le record du quadruplé est ainsi porté au 14 mai, jour de la finale de la Cup. La victoire en Cup repousse ce record jusqu'au prochain match, le 17 mai en championnat. Entre-temps, City concède le match nul à West Ham.

## Statistiques détaillées

### Ligue des Champions

#### Groupe B
| Rang | Équipe             | Pts | J | G | N | P | Bp | Bc | Diff |  | Résultats (▼ dom., ► ext.) |     |     |     |     |
| ---- | ------------------ | --- | - | - | - | - | -- | -- | ---- |  | -------------------------- | --- | --- | --- | --- |
| 1    | Liverpool FC       | 18  | 6 | 6 | 0 | 0 | 17 | 6  | +11  |  | Liverpool FC               |     | 2-0 | 2-0 | 3-2 |
| 2    | Atlético de Madrid | 7   | 6 | 2 | 1 | 3 | 7  | 8  | -1   |  | Atlético de Madrid         | 2-3 |     | 0-0 | 0-1 |
| 3    | FC Porto           | 5   | 6 | 1 | 2 | 3 | 4  | 11 | -7   |  | FC Porto                   | 1-5 | 1-3 |     | 1-0 |
| 4    | AC Milan           | 4   | 6 | 1 | 1 | 4 | 6  | 9  | -3   |  | AC Milan                   | 1-2 | 1-2 | 1-1 |     |

| 1re journée                  | Liverpool FC                                | 3 - 2   | AC Milan                | Anfield, Liverpool                                                                   |                                                                                      |
| 15 septembre 2021 21h00 CEST | Tomori 9e (csc) · Salah 49e · Henderson 69e | (1 - 2) | 42e Rebić · 44e Díaz    | Spectateurs : 51 445 Arbitrage : Szymon Marciniak Arbitre vidéo : Tomasz Kwiatkowski | Spectateurs : 51 445 Arbitrage : Szymon Marciniak Arbitre vidéo : Tomasz Kwiatkowski |
| 15 septembre 2021 21h00 CEST | Milner 90+3e                                | Rapport | 13e Bennacer · 61e Díaz | Spectateurs : 51 445 Arbitrage : Szymon Marciniak Arbitre vidéo : Tomasz Kwiatkowski | Spectateurs : 51 445 Arbitrage : Szymon Marciniak Arbitre vidéo : Tomasz Kwiatkowski |

| 2e journée                   | FC Porto   | 1 - 5   | Liverpool FC                               | Stade du Dragon, Porto                                                          |                                                                                 |
| 28 septembre 2021 21h00 CEST | Taremi 75e | (0 - 2) | 18e 60e Salah · 45e Mané · 77e 81e Firmino | Spectateurs : 23 520 Arbitrage : Sergei Karasev Arbitre vidéo : Bastian Dankert | Spectateurs : 23 520 Arbitrage : Sergei Karasev Arbitre vidéo : Bastian Dankert |
| 28 septembre 2021 21h00 CEST | Rapport    |         |                                            | Spectateurs : 23 520 Arbitrage : Sergei Karasev Arbitre vidéo : Bastian Dankert | Spectateurs : 23 520 Arbitrage : Sergei Karasev Arbitre vidéo : Bastian Dankert |

| 3e journée                 | Atlético de Madrid           | 2 - 3   | Liverpool FC                      | Estadio Metropolitano, Madrid                                                   |                                                                                 |
| 19 octobre 2021 21h00 CEST | Griezmann 20e 34e            | (2 - 2) | 8e 76e (pen.) Salah · 13e Keïta   | Spectateurs : 60 725 Arbitrage : Daniel Siebert Arbitre vidéo : Bastian Dankert | Spectateurs : 60 725 Arbitrage : Daniel Siebert Arbitre vidéo : Bastian Dankert |
| 19 octobre 2021 21h00 CEST | Griezmann 52e · Suárez 90+5e | Rapport | 59e Milner · 63e Alexander-Arnold | Spectateurs : 60 725 Arbitrage : Daniel Siebert Arbitre vidéo : Bastian Dankert | Spectateurs : 60 725 Arbitrage : Daniel Siebert Arbitre vidéo : Bastian Dankert |

| 4e journée                | Liverpool FC                      | 2 - 0   | Atlético de Madrid                                          | Anfield, Liverpool                                                             |                                                                                |
| 3 novembre 2021 21h00 CET | Jota 13e · Mané 21e               | (2 - 0) |                                                             | Spectateurs : 51 347 Arbitrage : Danny Makkelie Arbitre vidéo : Pol van Boekel | Spectateurs : 51 347 Arbitrage : Danny Makkelie Arbitre vidéo : Pol van Boekel |
| 3 novembre 2021 21h00 CET | Mané 15e · Jota 86e · Matip 90+2e | Rapport | 8e Hermoso · 36e Felipe · 37e Suárez · 38e Koke · 52e Félix | Spectateurs : 51 347 Arbitrage : Danny Makkelie Arbitre vidéo : Pol van Boekel | Spectateurs : 51 347 Arbitrage : Danny Makkelie Arbitre vidéo : Pol van Boekel |

| 5e journée                 | Liverpool FC            | 2 - 0   | FC Porto               | Anfield, Liverpool                                                            |                                                                               |
| 24 novembre 2021 21h00 CET | Thiago 52e · Salah 70e  | (0 - 0) |                        | Spectateurs : 52 209 Arbitrage : Felix Zwayer Arbitre vidéo : Bastian Dankert | Spectateurs : 52 209 Arbitrage : Felix Zwayer Arbitre vidéo : Bastian Dankert |
| 24 novembre 2021 21h00 CET | Konaté 29e · Milner 88e | Rapport | 40e Uribe · 75e Mbemba | Spectateurs : 52 209 Arbitrage : Felix Zwayer Arbitre vidéo : Bastian Dankert | Spectateurs : 52 209 Arbitrage : Felix Zwayer Arbitre vidéo : Bastian Dankert |

| 6e journée                | AC Milan   | 1 - 2   | Liverpool FC          | Stade San Siro, Milan                                                          |                                                                                |
| 7 décembre 2021 21h00 CET | Tomori 29e | (1 - 1) | 36e Salah · 55e Origi | Spectateurs : 56 237 Arbitrage : Danny Makkelie Arbitre vidéo : Pol van Boekel | Spectateurs : 56 237 Arbitrage : Danny Makkelie Arbitre vidéo : Pol van Boekel |
| 7 décembre 2021 21h00 CET | Rapport    |         |                       | Spectateurs : 56 237 Arbitrage : Danny Makkelie Arbitre vidéo : Pol van Boekel | Spectateurs : 56 237 Arbitrage : Danny Makkelie Arbitre vidéo : Pol van Boekel |

#### Huitième de finale
| Match aller               | Inter Milan | 0 - 2   | Liverpool FC            | Stade San Siro, Milan                                                                |                                                                                      |
| 16 février 2022 21h00 CET |             | (0 - 0) | 75e Firmino · 83e Salah | Spectateurs : 37 918 Arbitrage : Szymon Marciniak Arbitre vidéo : Tomasz Kwiatkowski | Spectateurs : 37 918 Arbitrage : Szymon Marciniak Arbitre vidéo : Tomasz Kwiatkowski |
| 16 février 2022 21h00 CET | Rapport     |         |                         | Spectateurs : 37 918 Arbitrage : Szymon Marciniak Arbitre vidéo : Tomasz Kwiatkowski | Spectateurs : 37 918 Arbitrage : Szymon Marciniak Arbitre vidéo : Tomasz Kwiatkowski |

| Match retour          | Liverpool FC                        | 0 - 1   | Inter Milan                                                        | Anfield, Liverpool                                                                         |                                                                                            |
| 8 mars 2022 21h00 CET |                                     | (0 - 0) | 62e Martínez                                                       | Spectateurs : 51 747 Arbitrage : Antonio Mateu Lahoz Arbitre vidéo : Juan Martínez Munuera | Spectateurs : 51 747 Arbitrage : Antonio Mateu Lahoz Arbitre vidéo : Juan Martínez Munuera |
| 8 mars 2022 21h00 CET | Jota 40e · Robertson 47e · Mané 71e | Rapport | 45+4e, 63e Sánchez · 45+6e Vidal · 85e Bastoni · 90+4e Gagliardini | Spectateurs : 51 747 Arbitrage : Antonio Mateu Lahoz Arbitre vidéo : Juan Martínez Munuera | Spectateurs : 51 747 Arbitrage : Antonio Mateu Lahoz Arbitre vidéo : Juan Martínez Munuera |

#### Quart de finale
| Match aller             | SL Benfica  | 1 - 3   | Liverpool FC                     | Estádio da Luz, Lisbonne                                                                         |                                                                                                  |
| 5 avril 2022 21h00 CEST | Núñez 49e   | (0 - 2) | 17e Konaté · 34e Mané · 87e Díaz | Spectateurs : 59 633 Arbitrage : Jesús Gil Manzano Arbitre vidéo : Alejandro Hernández Hernández | Spectateurs : 59 633 Arbitrage : Jesús Gil Manzano Arbitre vidéo : Alejandro Hernández Hernández |
| 5 avril 2022 21h00 CEST | Taarabt 63e | Rapport | 58e Thiago                       | Spectateurs : 59 633 Arbitrage : Jesús Gil Manzano Arbitre vidéo : Alejandro Hernández Hernández | Spectateurs : 59 633 Arbitrage : Jesús Gil Manzano Arbitre vidéo : Alejandro Hernández Hernández |

| Match retour             | Liverpool FC                 | 3 - 3   | SL Benfica                            | Anfield, Liverpool                                                               |                                                                                  |
| 13 avril 2022 21h00 CEST | Konaté 21e · Firmino 55e 65e | (1 - 1) | 32e Ramos · 73e Yaremchuk · 82e Núñez | Spectateurs : 51 373 Arbitrage : Serdar Gözübüyük Arbitre vidéo : Pol van Boekel | Spectateurs : 51 373 Arbitrage : Serdar Gözübüyük Arbitre vidéo : Pol van Boekel |
| 13 avril 2022 21h00 CEST | Rapport                      |         |                                       | Spectateurs : 51 373 Arbitrage : Serdar Gözübüyük Arbitre vidéo : Pol van Boekel | Spectateurs : 51 373 Arbitrage : Serdar Gözübüyük Arbitre vidéo : Pol van Boekel |

#### Demi finale
| Match aller              | Liverpool FC                   | 2 - 0   | Villarreal CF                | Anfield, Liverpool                                                                   |                                                                                      |
| 27 avril 2022 21h00 CEST | Estupiñán 53e (csc) · Mané 55e | (0 - 0) |                              | Spectateurs : 51 586 Arbitrage : Szymon Marciniak Arbitre vidéo : Tomasz Kwiatkowski | Spectateurs : 51 586 Arbitrage : Szymon Marciniak Arbitre vidéo : Tomasz Kwiatkowski |
| 27 avril 2022 21h00 CEST | van Dijk 32e                   | Rapport | 47e Estupiñán · 62e Lo Celso | Spectateurs : 51 586 Arbitrage : Szymon Marciniak Arbitre vidéo : Tomasz Kwiatkowski | Spectateurs : 51 586 Arbitrage : Szymon Marciniak Arbitre vidéo : Tomasz Kwiatkowski |

| Match retour          | Villarreal CF                               | 2 - 3   | Liverpool FC                      | Stade de la Cerámica, Vila-real                                                |                                                                                |
| 3 mai 2022 21h00 CEST | Dia 3e · Coquelin 41e                       | (2 - 0) | 62e Fabinho · 67e Díaz · 74e Mané | Spectateurs : 23 665 Arbitrage : Danny Makkelie Arbitre vidéo : Pol van Boekel | Spectateurs : 23 665 Arbitrage : Danny Makkelie Arbitre vidéo : Pol van Boekel |
| 3 mai 2022 21h00 CEST | Capoue 63e, 86e · Lo Celso 81e · Torres 85e | Rapport | 77e Alexander-Arnold              | Spectateurs : 23 665 Arbitrage : Danny Makkelie Arbitre vidéo : Pol van Boekel | Spectateurs : 23 665 Arbitrage : Danny Makkelie Arbitre vidéo : Pol van Boekel |